# Port de Yingkou
Le port de Yingkou est un port situé à Yingkou dans le Liaoning en Chine. C'est l'un des plus grands ports de la mer de Bohai, après le port de Tianjin.

## Histoire
Si l'histoire de Yingkou en tant que lieu portuaire remonte à 1280, son rôle portuaire a réellement pris son importance à partir de 1864, avec la création de quais, à la suite du traité de Tianjin de 1858, qui fait de la ville un port de traité. À partir de 1996, un premier terminal de conteneur est construit près de la ville sous le nom de Port de Bayuquan.